# Binder Flugmotorenbau GmbH EB29
Pour les articles homonymes, voir Binder.
Dimensions
Le Binder EB29 est un motoplaneur monoplace d'origine allemande développé par Binder. Ces ailes sont basées sur celles de l'EB28, tandis que son fuselage est nouveau.
De classe Open, il a comme concurrent le Nimeta.

## Développement
L'EB29 a effectué son premier vol le 11 septembre 2009.
Une variante biplace, baptisée EB29D a été développée. Pour ce faire,le fuselage a été allongé de 25 cm et les commandes de vol ont été réorganisées pour permettre l'ajout d'un pilote. Elle a effectué son premier vol le 28 mai 2012.

## Variantes
Disponible à l'origine avec une envergure de 28,3 m ou 29,3 m, il est , depuis mars 2011, aussi disponible avec une envergure de  25,3 m. 

## Sources
- Sailplane Directory
- Binder Flugmotorenbau GmbH
- « EB-28 en essai », Vol à voile, no 131,‎ avril-mai 2008
- Aerokurier Novembre 2009
- Certificat Type EASA TCDS No. A.559